# Shin Sang-ok
Shin Sang-ok (신상옥?, 申相玉?; Chongjin, 18 ottobre 1926 – Seul, 11 aprile 2006) è stato un produttore cinematografico e regista sudcoreano, con all'attivo oltre 100 film prodotti e 70 diretti. È maggiormente famoso per essere stato rapito dal successivamente dittatore nordcoreano Kim Jong-il per la produzione di film di propaganda.

## Biografia

### Periodo sudcoreano (1926-1978)
Figlio di un importante dottore di medicina cinese, Shin Sang-ok nacque a Chongjin, nella parte nordorientale della penisola coreana che in quel periodo era occupata dai giapponesi, e che ora fa parte della Corea del Nord. Shin studiò presso la Tōkyō Geijutsu Daigaku (Università di belle arti di Tokyo) e cominciò la sua carriera nel cinema come produttore artistico in Ja-yumanse (자유만세, "Viva la libertà"), il primo film coreano uscito dopo l'indipendenza del paese dal Giappone.
Durante il periodo d'oro del cinema sudcoreano, dalla fine degli anni cinquanta a tutti gli anni sessanta, Shin lavorò in maniera molto prolifica, dirigendo spesso più di un film all'anno, e guadagnandosi il soprannome di "principe del cinema coreano". La casa di produzione da lui fondata, Shin Films, produsse in quel decennio circa 300 film. Durante gli anni settanta rallentò la sua attività contemporaneamente a un calo produttivo generale dell'industria cinematografica sudcoreana, causato dalla forte censura e dalle interferenze del governo. Molti dei suoi film girati in questo periodo ebbero scarso successo. In seguito alla sua fuga dalla Corea nel 1978, il generale Park Chung-hee fece chiudere la sua casa di produzione.

### Periodo nordcoreano (1978-1986)
Nel 1978 l'attrice Choi Eun-hee, dalla quale Shin aveva recentemente divorziato, fu rapita a Hong Kong e portata in Corea del Nord. Quando Shin si recò a Hong Kong sulle tracce della sua ex moglie, fu rapito anch'egli. Il rapimento era stato commissionato da Kim Jong-il, che allora non era ancora a capo del governo, e che voleva fondare un'industria cinematografica nordcoreana come mezzo di propaganda internazionale del Partito del Lavoro di Corea.
Le autorità nordcoreane hanno in seguito negato ogni responsabilità nel rapimento, affermando che Shin si era recato nel paese volontariamente, ma Shin e Choi resero pubbliche delle registrazioni audio di conversazioni avute con Kim Jong-il a supporto della loro accusa. A Shin fu fornita una sistemazione comoda ma, dopo un tentativo di fuga, fu trasferito in prigione.
Dal 1983 Shin diresse sette film commissionati da Kim Jong-il. Il più famoso è Pulgasari, con una trama molto simile al film giapponese Godzilla. Nel 1986, otto anni dopo il rapimento, Shin e sua moglie, che nel frattempo si erano risposati, riuscirono a scappare durante una trasferta a Vienna, in occasione di un festival cinematografico, e chiesero e ottennero asilo politico presso l'ambasciata degli USA. In seguito Kim Jong-il accusò gli americani di averli rapiti.

### Tarda carriera (1986-2006)
Negli anni '90 Shin lavorò negli Stati Uniti con lo pseudonimo di Simon Sheen. Inizialmente fu riluttante a ritornare in Corea del Sud, temendo che il governo non avrebbe creduto alla storia del rapimento. Vi ritornò permanentemente nel 1994, e continuò la sua carriera di regista. La sua ultima opera è stata Kyeoul-iyagi (La storia dell'inverno).
Subì un trapianto di fegato nel 2004, e morì due anni dopo a causa di un'epatite. Il presidente sudcoreano Roh Moo-hyun gli conferì l'onorificenza postuma, il 12 aprile 2006, della medaglia al valore dell'Ordine del Merito Culturale della Corea, il massimo riconoscimento artistico nazionale.

## Filmografia parziale

### Regista
- Ag-ya (1952)
- Seong Chunhyang (1961)
- Yeonsangun (1961)
- Pokgun Yeonsan (1962)
- Yeolnyeomun (1963)
- Pulgasari (1985)
- Mayumi (1990)
- Tre piccole pesti (3 Ninjas Knuckle Up) (1995)

### Produttore
- Yeonsangun (1961)
- Yeolnyeomun (1962)
- Order No. 027 (Myung-ryoung-027 ho), regia di Ki Mo Jung e Eung Suk Kim (1986)